# Laphria flavipes
Laphria flavipes är en tvåvingeart som beskrevs av Christian Rudolph Wilhelm Wiedemann 1821. Laphria flavipes ingår i släktet Laphria och familjen rovflugor. Inga underarter finns listade i Catalogue of Life.